# Macroagelaius
Macroagelaius là một chi chim trong họ Icteridae.